# NGC 4429
NGC 4429 ist eine aktive linsenförmige Galaxie mit ausgedehnten Sternentstehungsgebieten vom Hubble-Typ S0/a im Sternbild Jungfrau auf der Ekliptik. Sie ist schätzungsweise 47 Millionen Lichtjahre von der Milchstraße entfernt und hat einen Durchmesser von etwa 75.000 Lichtjahren. Unter der Katalognummer VCC 1003 ist sie als Mitglied des Virgo-Galaxienhaufens gelistet.

Im selben Himmelsareal befinden sich u. a. die Galaxien IC 3346, IC 3347, IC 3361, IC 3371.
Das Objekt wurde am 15. März 1784 von dem deutsch-britischen Astronomen Wilhelm Herschel entdeckt.

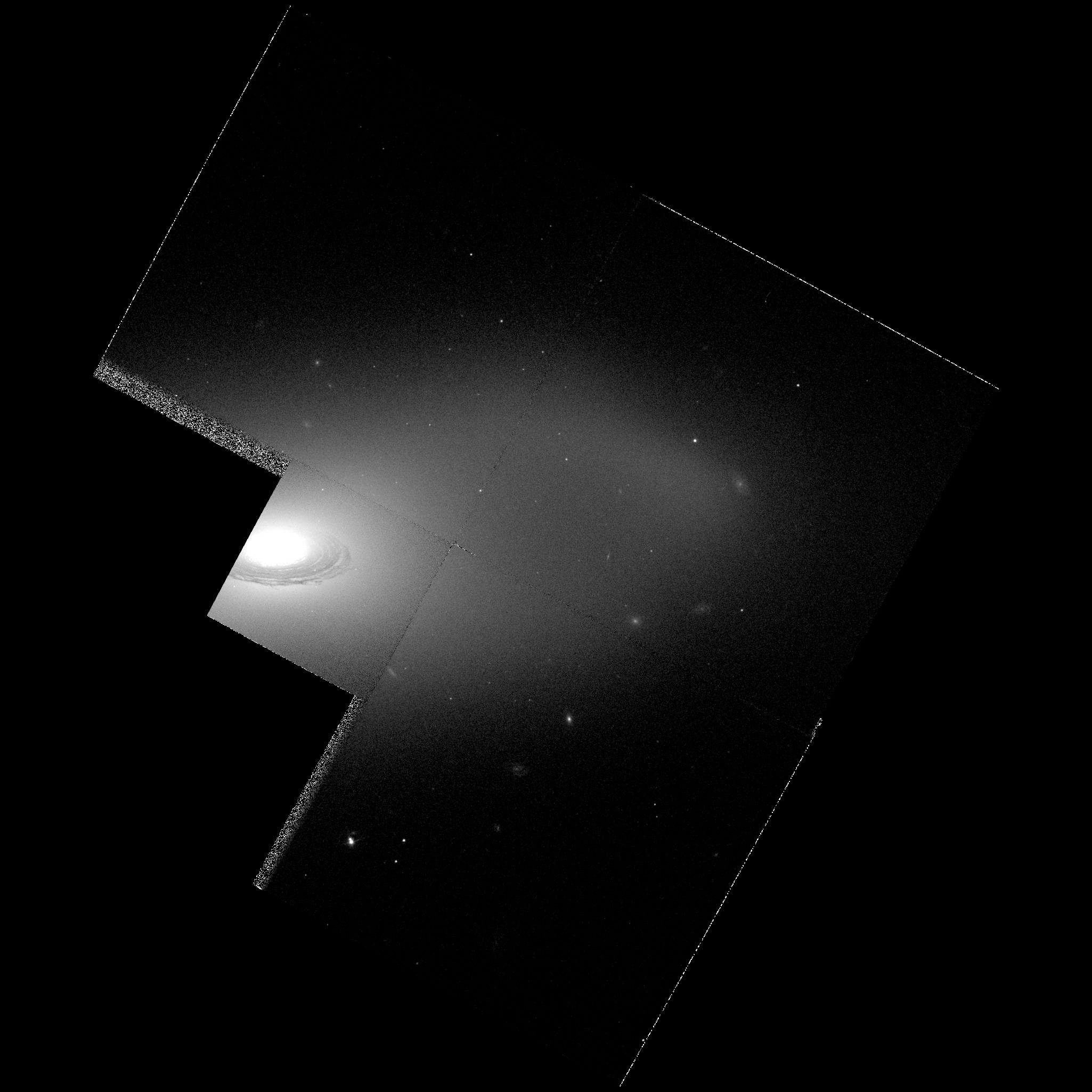
Aufnahme des Hubble-Weltraumteleskops